# トリノ国際博覧会 (1955年)
1955年のトリノ国際博覧会（トリノこくさいはくらんかい, International Sport Exhibition Turin 1955, Turin Expo 1955）は、1955年5月25日から6月19日まで開催された国際博覧会（特別博）である。